# Хесат
В египетската митология, Хесат (или Хезат) е свещена небесна крава, майка на Анубис. Тя е богинята-крава, която ражда царя под формата на златно теле. Тя утолява жаждата на човечеството с божествена течност описвана като бирата на Хесат.